# Quilta deschauenseei
Quilta deschauenseei är en insektsart som beskrevs av Rehn, J.A.G. 1957. Quilta deschauenseei ingår i släktet Quilta och familjen gräshoppor. Inga underarter finns listade i Catalogue of Life.